# Mahabad
Mahabad es un pequeño pueblo situada al oeste de Irán. Con una población de 12.434 habitantes, fue capital de la República Independiente de Mahabad en 1946. La mayoría de su población es de origen kurdo. En el año 2004 se produjeron graves disturbios en la ciudad como protesta por la muerte de Shivan Qaderi. En respuesta, el gobierno iraní envió cerca de 12.000 soldados a la región.
- Datos: Q335518
- Multimedia: Mahabad / Q335518